# Sd.Kfz. 231 (8-Rad)
Schwerer Panzerspähwagen 8-Rad — немецкий тяжёлый бронеавтомобиль 1930-х годов. По германской ведомственной системе обозначений военной техники носил индекс Sd.Kfz. 231 (8-Rad).

## История
Работы по созданию четырёхосных бронемашин проводились в 1927—1932 гг. параллельно фирмами Büssing-NAG, Daimler-Benz и Magirus, однако были заморожены. К середине 1930-х годов возникла необходимость замены не отвечавших новым требованиям неполноприводных трёхосных бронеавтомобилей Sd.Kfz. 231 (6-Rad) и в 1937 году, взяв за основу разработку Büssing-NAG, на заводе в Эльбинге в Восточной Пруссии было начато производство полноприводного четырёхосного семейства.
Бронеавтомобиль имел рамную конструкцию со сварным корпусом с толщиной брони от 8 до 30 мм и все управляемые односкатные 18-дюймовые колёса на независимой подвеске. Все машины имели 2-дисковое сцепление, коробку передач с тремя ступенями переднего и заднего хода, самоблокирующиеся дифференциалы и централизованные системы смазки. Силовой агрегат располагался в задней части машины. В первой партии (1937—1938 гг.) им был бензиновый двигатель V8 рабочим объёмом 7,9 л и мощностью 150 л.с., во второй партии (1939—1942 гг.) — 8,4-литровый мощностью 180 л.с. В зависимости от исполнения машины имели боевую массу от 8,3 до 8,8 т, развивали скорость до 85 км/ч и расходовали 50-90 л бензина на 100 км.
Sd.Kfz. 231 являлся одним из наиболее технически совершенных бронеавтомобилей своего времени и был способен действовать на пересечённой местности, обладая сравнимой с танками проходимостью. Серийное производство Sd.Kfz. 231 осуществлялось в 1936—1943 годах, всего было выпущено 605 бронеавтомобилей этого типа в линейном с маломощной радиостанцией FuSpr, или на поздних FuG SprGer f, и штыревыми антеннами с дальностью связи 3 км с места и 1 км на ходу и ради́йном, под обозначением Sd.Kfz .232 с радиостанцией FuG Spr Ger a с большой рамочной антенной, или на поздних FuG SprGer f и мощной радиостанцией FuG 11 или FuG 12 с длинными штыревыми антеннами с метелкой с дальностью связи до 200 км с места и 10-50 км на ходу, вариантах.

## Производство[4]
1. Serie — 179 (№№ 59902 — 60080), 1937 — июль 1939 (79 Sd.Kfz. 231/232, 100 Sd.Kfz. 263)
2. Serie — 99 (№№ 60601 — 60699), май 1939 — август 1941 (46 Sd.Kfz. 231 и 53 Sd.Kfz. 232)
3. Serie — 38 (№№ 79435 — 79472), февраль 1941 — сентябрь 1941 (30 Sd.Kfz. 231/232, 8 Sd.Kfz. 263); 131 (№№ 79480 — 79610), сентябрь 1941 — апрель 1942 (83 Sd.Kfz. 231/232, 48 Sd.Kfz. 263)
4. Serie — 300 (№№ 85615 — 85914), июль 1942 — сентябрь 1943
5. Serie — 200 (№№ 87118 — 87317), июль 1942 — октябрь 1943

Из 500 машин 4-й и 5-й серий 314 были выпущены в варианте Sd.Kfz. 232, 135 — Sd.Kfz. 233, 51 — Sd.Kfz. 263.
Первые машины, именовавшиеся на тот момент Vskfz 623/624 были изготовлены в конце 1936 — начале 1937 годов. Позже машины получили обозначение Sd.Kfz. 233/234. Окончательно они стали именоваться Sd.Kfz. 231/232 уже в 1939 году.
В 1937-1938 годах было выпущено 74 Sd.Kfz. 231/232, включая 3 для Люфтваффе и 80 Sd.Kfz. 263.
На 1 марта 1939 года в Вермахте числилось 35 Sd.Kfz. 231, 35 Sd.Kfz. 232 и 80 Sd.Kfz. 263 (8-Rad).
|           | 1     | 2     | 3     | 4     | 5     | 6     | 7     | 8     | 9     | 10    | 11    | 12    | Всего |
| --------- | ----- | ----- | ----- | ----- | ----- | ----- | ----- | ----- | ----- | ----- | ----- | ----- | ----- |
| 1937-1938 |       |       |       |       |       |       |       |       |       |       |       |       | 74    |
| 1939      |       |       |       |       | 10    | 8     |       |       | 10    | 10    | 10    | 7     | 55    |
| 1940      | 5     | 5     | 8     |       |       |       |       |       |       |       | 4     | 6     | 28    |
| 1941      |       | 8     | 5     | 3     | 5     |       | 6     | 22    | 8     | 16    | 10    | 11    | 94    |
| 1942      | 10    | 10    | 16    | 4     |       |       | 20    | 25    | 29    | 1     | 24    | 15    | 154   |
| 1943      | 20    | 30    | 10    | 30    | 40    | 10    | 20    | 20    | 20    |       |       |       | 200   |
| Всего     | Всего | Всего | Всего | Всего | Всего | Всего | Всего | Всего | Всего | Всего | Всего | Всего | 605   |

Кроме того в июле и ноябре 1940 года указываются выпущенными 2 и 6 бронеавтомобиля соответственно. Возможно это 4 машины были изготовлены по специальному заказу. Во всяком случае военные их не принимали.
|           | 1     | 2     | 3     | 4     | 5     | 6     | 7     | 8     | 9     | 10    | 11    | 12    | Всего |
| --------- | ----- | ----- | ----- | ----- | ----- | ----- | ----- | ----- | ----- | ----- | ----- | ----- | ----- |
| 1937-1938 |       |       |       |       |       |       |       |       |       |       |       |       | 80    |
| 1939      |       |       | 5     | 5     |       | 5     | 5     |       |       |       |       |       | 20    |
| 1941      |       |       |       |       | 7     | 1     |       |       |       |       |       |       | 8     |
| 1942      | 5     | 23    | 10    | 10    |       |       | 16    |       | 6     |       | 13    | 6     | 89    |
| 1943      | 10    |       |       |       |       |       |       |       |       |       |       |       | 10    |
| Всего     | Всего | Всего | Всего | Всего | Всего | Всего | Всего | Всего | Всего | Всего | Всего | Всего | 207   |

|       | 1     | 2     | 3     | 4     | 5     | 6     | 7     | 8     | 9     | 10    | 11    | 12    | Всего |
| ----- | ----- | ----- | ----- | ----- | ----- | ----- | ----- | ----- | ----- | ----- | ----- | ----- | ----- |
| 1942  |       |       |       |       |       |       | 10    |       | 6     | 10    |       | 9     | 35    |
| 1943  |       |       | 15    |       | 15    |       | 15    | 15    | 15    | 25    |       |       | 100   |
| Всего | Всего | Всего | Всего | Всего | Всего | Всего | Всего | Всего | Всего | Всего | Всего | Всего | 135   |

Sd.Kfz. 231/232 поступали на вооружение взвода (6 машин) роты бронеавтомобилей разведывательных батальонов танковых и моторизованных дивизий вермахта и войск СС и активно использовались ими в ходе Второй мировой войны на всех театрах военных действий

На 1 сентября 1939 года в Вермахте числилось 307 бронеавтомобилей Sd.Kfz. 231, Sd.Kfz. 232 и Sd.Kfz. 263, из которых 127 относились к старой модификации 6-Rad, а новых было 90 Sd.Kfz. 231/232 и 90 Sd.Kfz. 263. Еще 3 Sd.Kfz. 231/232 (8-Rad) находились у Люфтваффе. К маю 1940 года таких бронемашин числилось уже 333 штуки, а к июню 1941 — 390. Максимальное их количество приходится на март 1942 года — 428 машин, однако уже к июню их оставалось 342.

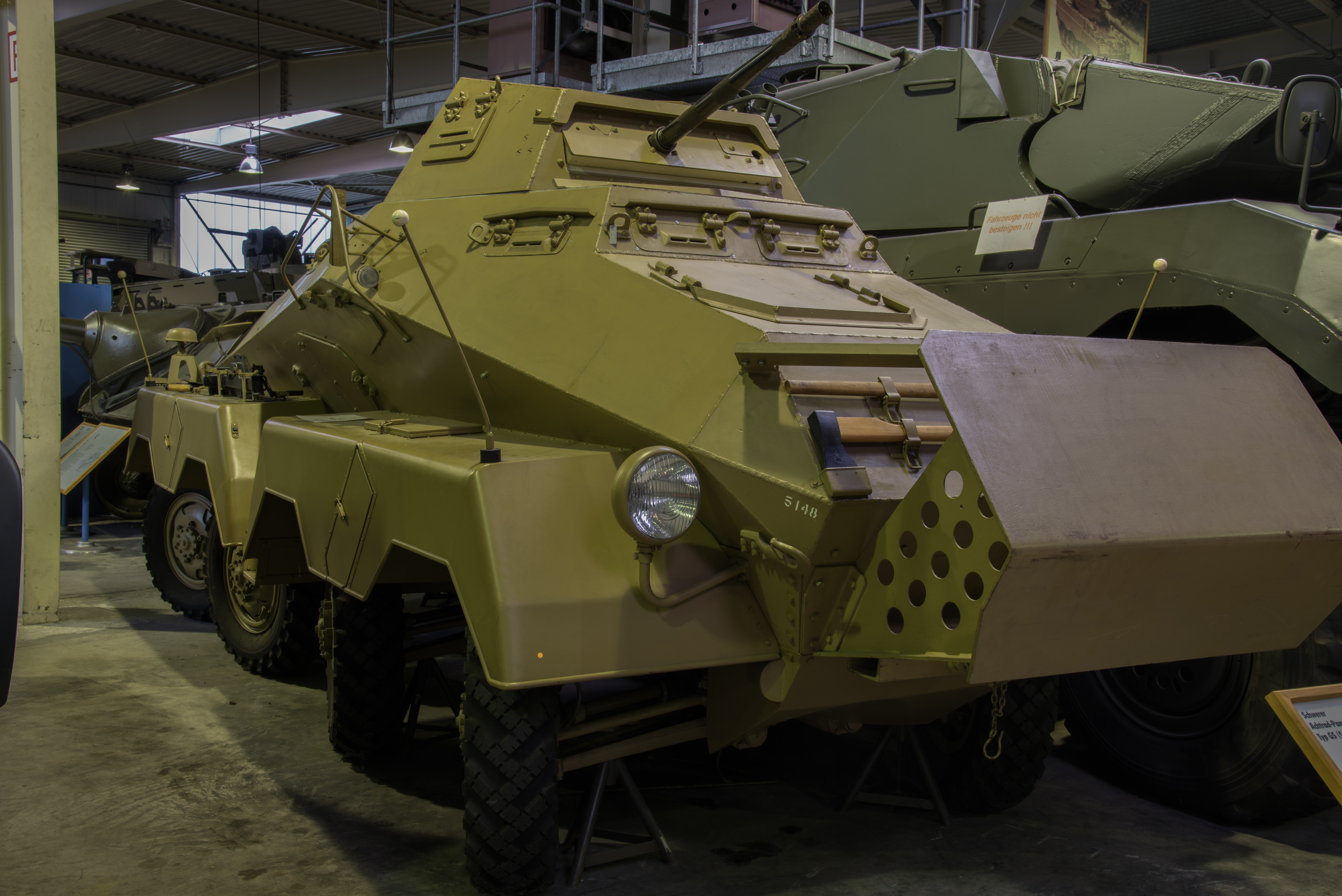
Sd.Kfz.231 (8-Rad) спереди
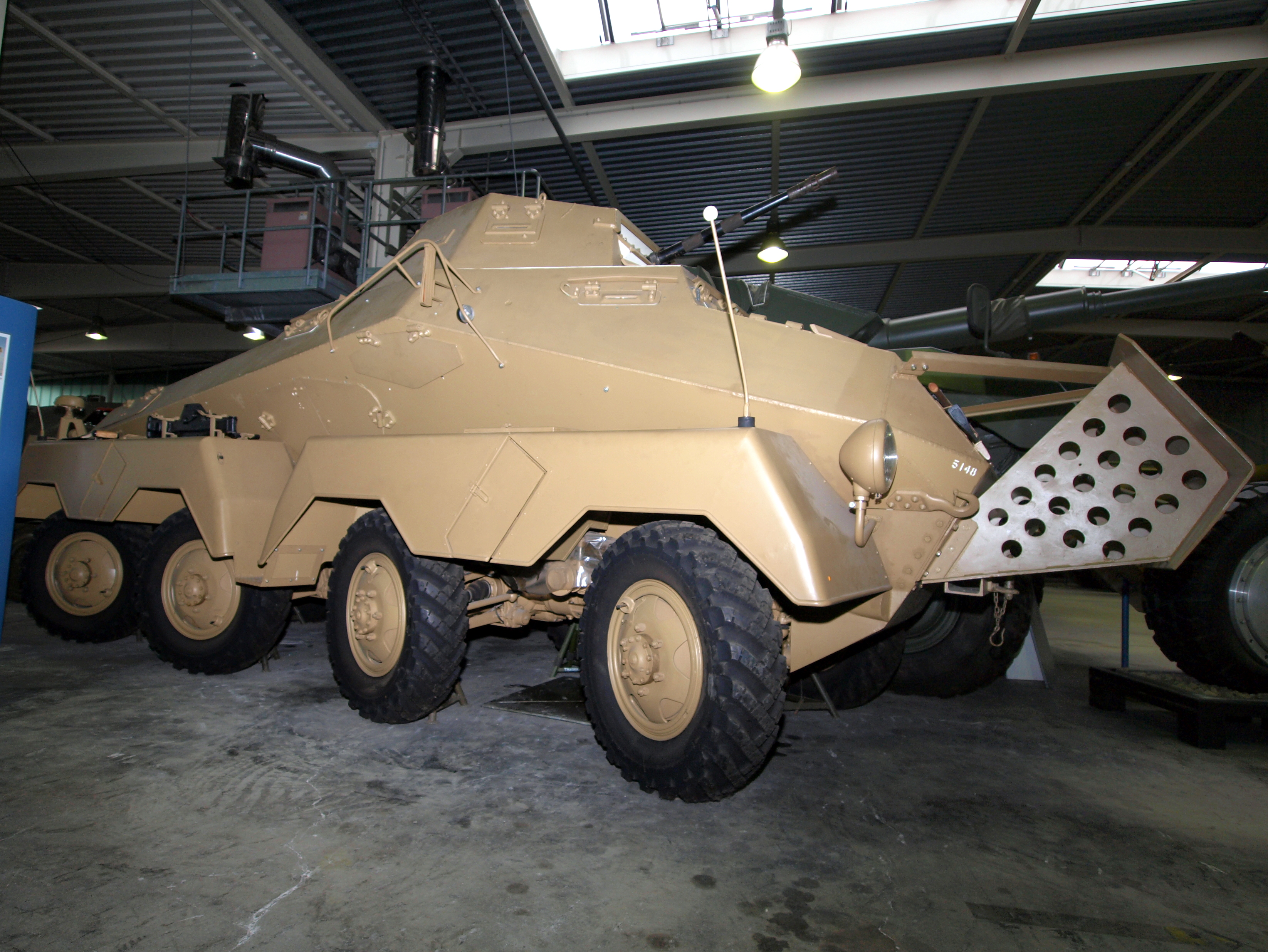
Sd.Kfz. 231 (8-Rad) справа-спереди
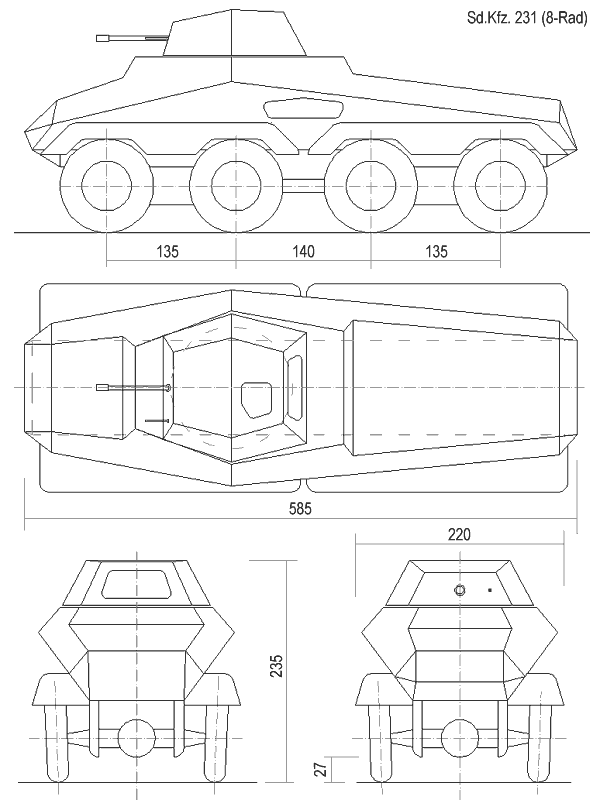
Схема 4 видов Sd.Kfz. 231 (8-Rad). Размеры в сантиметрах
Sd.Kfz. 232 (8-Rad) сзади-слева
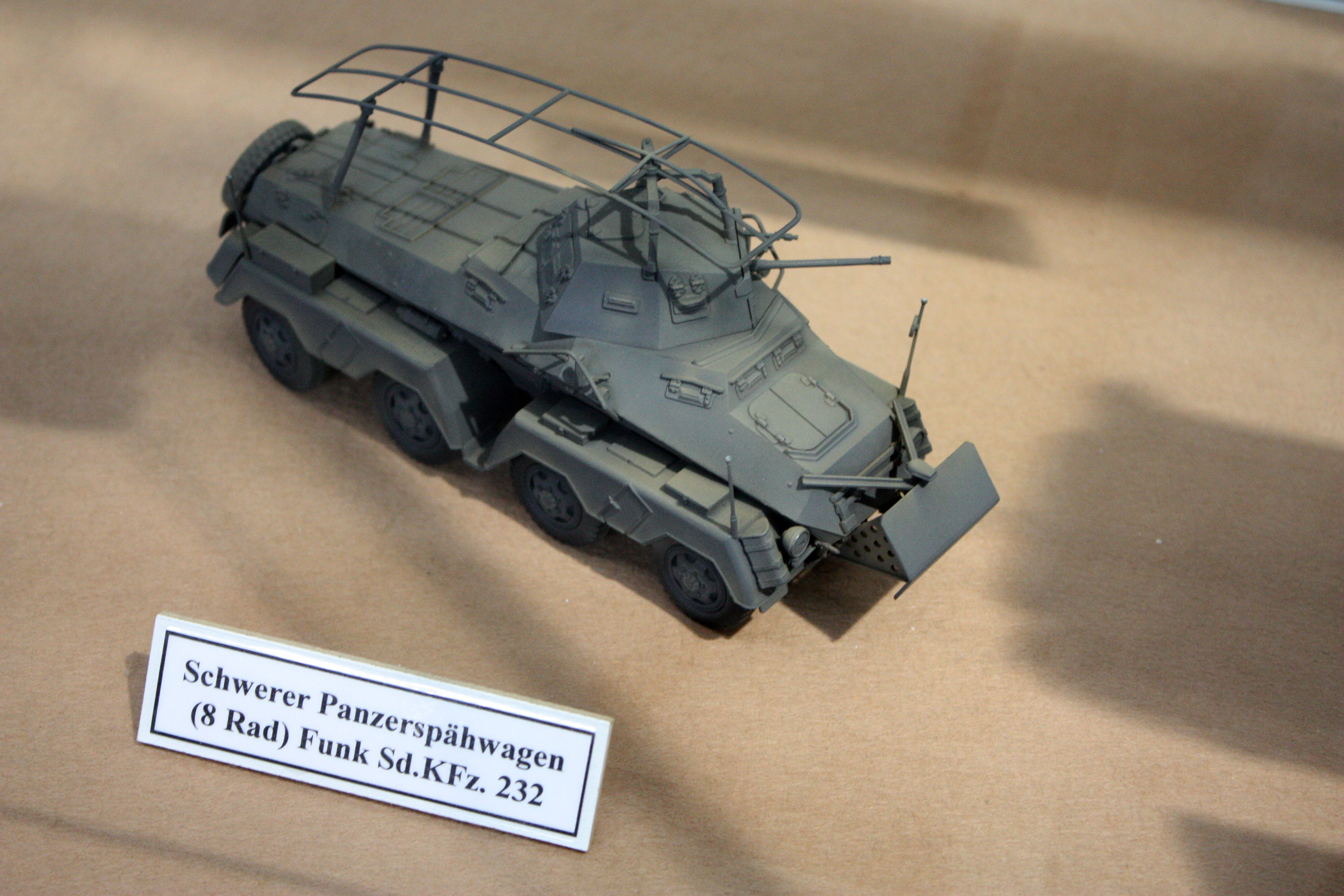
Модель Sd.Kfz. 232 (8-Rad)
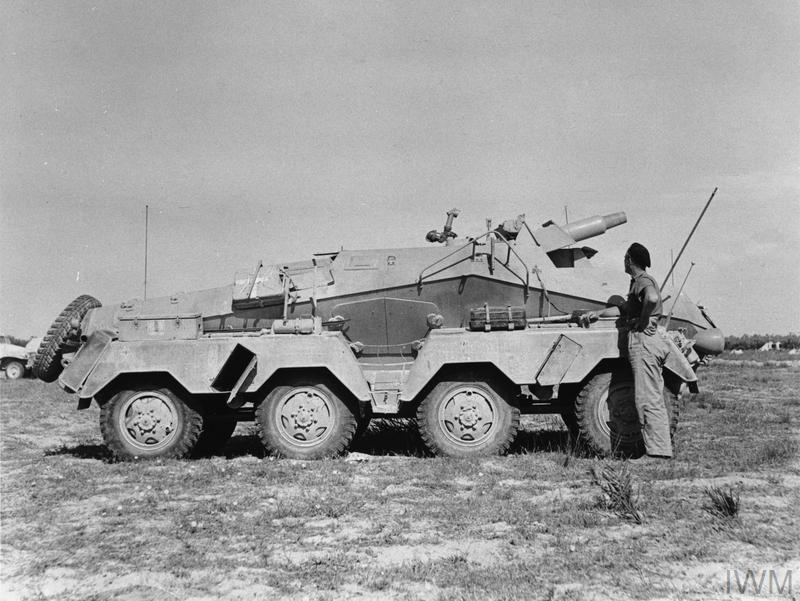
Sd.Kfz. 233 справа, модификация с короткоствольной пушкой 7,5 cm K 37 (Sf)
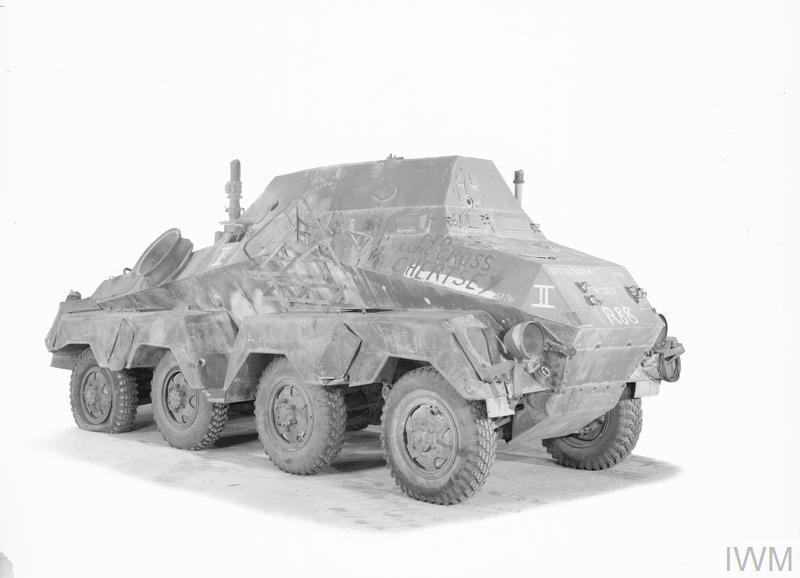
Sd.Kfz. 263 справа-спереди
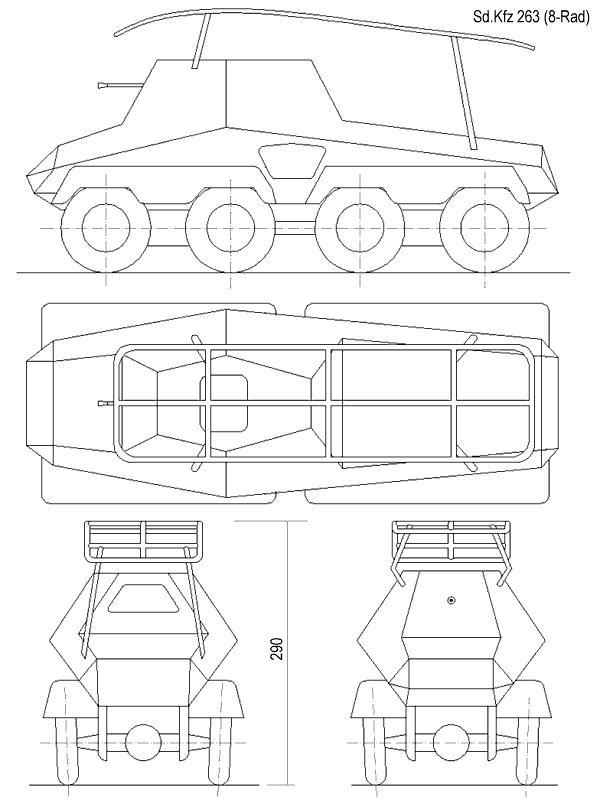
Схема 4 видов Sd.Kfz. 263. Размер в сантиметрах